# Сан-Валентино-ин-Абруццо-Читериоре
Сан-Валентино-ин-Абруццо-Читериоре (итал. San Valentino in Abruzzo Citeriore) — коммуна в Италии, располагается в регионе Абруццо, в провинции Пескара.
Население составляет 1916 человек (2008 г.), плотность населения составляет 121 чел./км². Занимает площадь 16 км². Почтовый индекс — 65020. Телефонный код — 085.

## Демография
Динамика населения:

## Администрация коммуны
- Официальный сайт: https://web.archive.org/web/20100211005750/http://www.sanvalentinoac.it/